# Wisag
Die Aveco Holding AG (Eigenschreibweise: AVECO) ist die Konzernobergesellschaft der Wisag-Gruppe (Eigenschreibweise: WISAG), einem deutschen Dienstleistungskonzern mit Hauptsitz in Frankfurt am Main.

## Geschichte
Im Jahr 1965 begann Claus Wisser, in Frankfurt am Main Gebäude zu reinigen. Er konnte in kurzer Zeit das Unternehmen erweitern und im gesamten Rhein-Main-Gebiet Kunden betreuen.
Nach einem Jahrzehnt wurden neue Anregungen im Anlagenmanagement aus den USA übernommen; der Unternehmer setzte diese rasch um und gründete 1975 ein zweites Unternehmen, das Sicherheits-, Überwachungs- und Empfangsdienstleistungen anbot; eine in den USA gängige Praxis, bei der nicht nur Reinigungspersonal, sondern auch Pförtner und Sicherheitsleute demselben Dienstleister angehörten. Diese Angebotserweiterung ermöglichte es den Unternehmen von Wisser, weiter zu wachsen. Viele der im gesamten Bundesgebiet betreuten Kunden nutzten die Möglichkeit, mehrere Dienstleistungen rund um das Gebäude von einem Dienstleister verrichten zu lassen.
Seit 1990 bot das Wisser-Unternehmen Wisag alle infrastrukturellen und technischen Dienstleistungen rund um das Gebäude an: Gebäudereinigung, Bewachung und Sicherheit, Gebäude- und Betriebstechnik, Garten- und Landschaftspflege, Parkraumbewirtschaftung sowie Catering. Unabhängig voneinander betreuten die einzelnen Wisser-Unternehmen bis 1993 ihre Kunden. Die weitere Bündelung der Aktivitäten innerhalb der Unternehmen führte 1993 zur Gründung der Wisag Service Holding, in der alle Einzelunternehmen zusammengefasst wurden.
Um die Zusammengehörigkeit und das Komplettprogramm stärker zu verdeutlichen, firmieren seit Anfang 2004 alle Tochterunternehmen unter dem Namen der Dachmarke Wisag. Die einzelnen Töchter werden dabei nach der angebotenen Dienstleistung benannt, wie zum Beispiel die Wisag Gebäudereinigung (ehemals WDL) oder Wisag Sicherheitsdienste (ehemals IHS). In Deutschland ist die Unternehmensgruppe, bezogen auf den Inlandsumsatz, das zweitgrößte Unternehmen für infrastrukturelles und technisches Gebäudemanagement. Von 2001 bis 2008 war Bernd Jacke (* 1947) Vorsitzender der Geschäftsführung. Sein Nachfolger wurde 2009 der vorherige Finanzvorstand und Sohn des Gründers Michael C. Wisser (* 1971).
Im Juni 2010 hat Wisag die Service Holding in drei gleichgestellte Unternehmen aufgeteilt. Das Unternehmen der Familie Wisser besteht somit aus der Wisag Facility Service Holding, die Dienstleistungen für Gewerbe- und Wohnimmobilien anbietet, der Wisag Industrie Service Holding, deren Schwerpunkt die Betreuung von Produktions- und Industrieanlagen ist, und aus der Wisag Aviation Service Holding, die die meisten der auf dem Vorfeld von Flughäfen nachgefragten Dienstleistungen anbietet, beispielsweise das Reinigen von Flugzeugen.

## Konzernstruktur
Die Gruppe wird durch die Wisag Dienstleistungsholding geführt. Alleinige Gesellschafterin der Wisag Dienstleistungsholding ist die Aveco Holding AG. Jedoch besteht seit 2016 keine Weisungsbefugnis der Aveco gegenüber der Wisag Dienstleistungsholding mehr.
Das Geschäft der Wisag-Gruppe ist seit 2010 in drei Holdinggesellschaften mit folgenden Geschäftsbereichen gegliedert:
- Wisag Aviation Service Holding GmbH: Flughafendienstleistungen, Bodenverkehrsdienstleistungen, Passagierdienstleistungen sowie Frachtdienstleistungen.
- Wisag Facility Service Holding GmbH & Co. KG: Facilitymanagement, Gebäudetechnik, Gebäudereinigung, Sicherheit und Service, Catering, Garten- und Landschaftspflege sowie Consulting und Management.
- Wisag Industrie Service Holding SE: Instandhaltung, technische Reinigung, industrielles Facility Management, Anlagenbau Elektrotechnik, Anlagenbau Gebäudetechnik, Produktionslogistik, Produktionsunterstützung sowie Industriemontage.

| Unternehmensbereich     | Dienstleistungsbereiche       | Schwerpunkte |
| ----------------------- | ----------------------------- | --- |
| Wisag Industrie Service |                               | |
|                         | Elektrotechnik                | Elektrotechnischer Anlagenbau, Wartung und Service |
|                         | Gebäudetechnik                | Gebäudetechnischer Anlagenbau und Instandhaltung, Facility Management für industrielle Kunden                                                                     |
|                         | Produktionsservice            | Produktionstechnische Instandhaltung, technische Reinigung, Produktionslogistik, Produktionsunterstützung und Industriemontage                                    |
|                         | Eichler Elektronik-Service    | Reparaturen und Hochrüstung von Antriebs- und Automatisierungstechnik                                                                                             |
|                         | Logistics Solutions           | Lager- und Lagerhausmanagement, Versand- und Transportlösungen, Kontraktlogistik, Wertstoffmanagement und E-Commerce-Logistik                                     |
|                         | Automatisierungstechnik       | Projekt-, Wartungs- und Servicedienstleistungen, sowie Engineering in der Gebäudeautomatisierung und die Entwicklung dafür notwendiger Soft- und Hardwareprodukte |
|                         | Industrietechnischer Service  | Engineering und IT |
| Wisag Facility Service  |                               | |
|                         | Facility Management           | Prozessoptimierung, Qualitätscontrolling, Outsourcing, Betriebskostenoptimierung                                                                                  |
|                         | Gebäudetechnik                | Gebäudemanagement, Wartung und Instandhaltung, Energiemanagement, Um- und Ausbauten, Medizintechnik                                                               |
|                         | Gebäudereinigung              | Unterhalts- und Sonderreinigung, Krankenhausreinigung, Verkehrsmittelwartung, Lebensmittelhygiene, Logistikdienste und Service                                    |
|                         | Sicherheit und Service        | Schutz und Prävention, Sicherheitsberatung und -technik, Notruf und Service Center, Empfangs- und Postdienste, Messe-& Veranstaltungsdienste                      |
|                         | Catering                      | Beratung und Konzept, Betriebsgastronomie, Patienten- und Seniorenverpflegung, Kita- und Schulverpflegung, Einkaufsmanagement                                     |
|                         | Garten- und Landschaftspflege | Grünpflege, Freiflächenmanagement, Baumpflege, Neuanlagen, Winterdienst                                                                                           |
|                         | Consulting und Management     | Baubegleitende FM-Beratung, Green Consulting, Zertifizierungen, Betriebskostenoptimierung, CAFM-Softwaretools                                                     |
|                         | Pest Control                  | Schädlingsbekämpfung |
| Wisag Aviation Service  |                               | |
|                         | Airport Service               | Flugzeuginnenreinigung, Kabinenausstattung, Technische Dienstleistungen, Versorgungsdienste, Transportdienste                                                     |
|                         | Ground Service                | Flugzeugbe- und -entladung, Push-back, Enteisung, Business Aviation, Operations                                                                                   |
|                         | Passage Service               | Passagierabfertigung, Ticketing, Lost and Found, VIP- und Lounge Services, Flight Operation Services                                                              |
|                         | Cargo Service                 | Warehousehandling, Lagerung und Disposition, Nachtpostabfertigung, Trucking, Frachtdokumente                                                                      |
|                         | Airport Personal Service      | Zeitarbeit für: Flugzeugreinigung, Flugzeugabfertigung, Transportdienstleistungen, Frachtabfertigung, Kfm. Sachbearbeitung                                        |

## Zahlen und Fakten
Geschäftsergebnisse der Wisag Facility Service Holding GmbH
| Geschäftsbereich              | Umsatz in Tsd. Euro | Umsatz in Tsd. Euro | Mitarbeiter | Mitarbeiter |
| Geschäftsbereich              | 2021                | 2020                | 2021        | 2020        |
| ----------------------------- | ------------------- | ------------------- | ----------- | ----------- |
| Facility Management           | 369.211             | 344.177             |             |             |
| Gebäudetechnik                | 405.557             | 381.623             |             |             |
| Gebäudereinigung              | 422.355             | 407.596             |             |             |
| Sicherheitsdienste            | 231.605             | 234.685             |             |             |
| Catering                      | 80.555              | 82.521              |             |             |
| Garten- und Landschaftspflege | 90.240              | 80.766              |             |             |
| Übrige Dienstleistungen       | 5.820               | 5.105               |             |             |
| Zwischensumme                 | 1.605.343           | 1.536.473           |             |             |
| Konsolidierung                | 381.958             | 359.597             |             |             |
| Summe                         | 1.223.385           | 1.176.876           | 31.008      | 31.275      |

### Gesamtumsatz derWISAG Industrie Service Holding SE
| Gesamtumsatz in Mio. Euro (gesamte Unternehmensgruppe) | Gesamtumsatz in Mio. Euro (gesamte Unternehmensgruppe) | Gesamtumsatz in Mio. Euro (gesamte Unternehmensgruppe) | Gesamtumsatz in Mio. Euro (gesamte Unternehmensgruppe) |
| 2019                                                   | 2020                                                   | 2021                                                   | 2022                                                   |
| ------------------------------------------------------ | ------------------------------------------------------ | ------------------------------------------------------ | ------------------------------------------------------ |
| 861,0                                                  | 845,0                                                  | 900,3                                                  | 996,0                                                  |

### Anzahl der Mitarbeiter derWISAG Industrie Service Holding SE
| Tochtergesellschaften                                     | Anzahl Mitarbeitende | Anzahl Mitarbeitende |
| Tochtergesellschaften                                     | 2021                 | 2022                 |
| --------------------------------------------------------- | -------------------- | -------------------- |
| WISAG Elektrotechnik Holding GmbH & Co. KG                | 0.822                | 00.805               |
| WISAG Gebäude- und Industrieservice Holding GmbH & Co. KG | 2.003                | 02.068               |
| WISAG Produktionsservice GmbH                             | 9.934                | 10.024               |

## Kritik
Der Unternehmensbereich Wisag Facility Service war unter anderem im Bereich der Fahrkartenkontrolle bei der S-Bahn Berlin und den Berliner Verkehrsbetrieben tätig. Dabei kam es mehrfach zu Vorfällen und Unregelmäßigkeiten. Im Sommer 2016 hatten Mitarbeiter der Wisag einen Fahrgast, der die Dienstausweise der Kontrolleure verlangte, in unverhältnismäßiger Weise zu Boden gerungen. Einige der beteiligten Mitarbeiter wurden im Dezember 2017 durch das Amtsgericht Tiergarten zu Bewährungsstrafen verurteilt. Im Januar 2017 wurde außerdem bekannt, dass die Bundespolizei gegen Mitarbeiter der Wisag ermittelte, da die Mitarbeiter erhöhte Beförderungsentgelte angenommen haben sollen, ohne dafür Quittungen auszustellen. Von derartigen Vorfällen hatten Journalisten bereits im Sommer 2015 berichtet. Auch im Frühjahr 2018 häuften sich die Anklagen gegen Kontrolleure.